# Mglinsky (huyện)
Huyện Mglinsky (tiếng Nga: ? райо́н) là một huyện hành chính tự quản (raion), của Tỉnh Bryansk, Nga. Huyện có diện tích 1090 kilômét vuông, dân số thời điểm ngày 1 tháng 1 năm 2000 là 23800 người. Trung tâm của huyện đóng ở Mglin.